# ユビキノール-シトクロムcレダクターゼ
ユビキノール-シトクロムcレダクターゼ（ubiquinol-cytochrome-c reductase）またはシトクロムbc1複合体（cytochrome bc1 complex）もしくは単に複合体III（complex III）は、電子伝達系の3番目の複合体で、生化学的なATP合成（酸化的リン酸化）において重要な役割を担っている。複合体IIIは、ミトコンドリア遺伝子（シトクロムb）と核遺伝子（それ以外のサブユニット）の両方にコードされているマルチサブユニット膜貫通リポタンパク質である。複合体IIIは、全ての動物のミトコンドリア、全ての好気性真核生物、およびほとんどの真性細菌の内膜に存在する。複合体IIIの突然変異は、多系統疾患や運動耐容能低下の原因となる。

## 構造

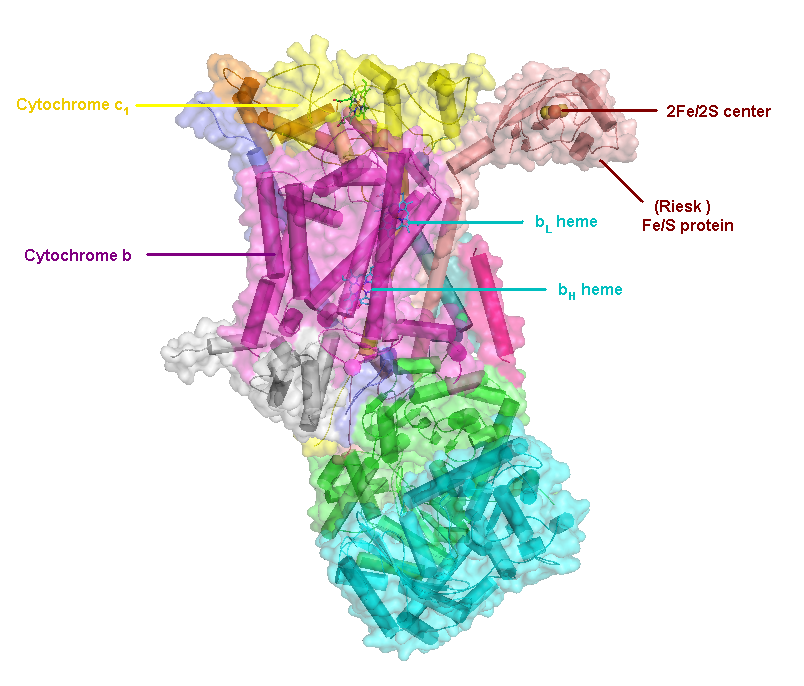
複合体IIIの構造

他の主な電子伝達系のプロトンポンプと比べて小さく、3つのポリペプチド鎖から構成される。高等動物では11のサブユニットが見られることもある。3つのサブユニットはそれぞれ補欠分子族を持つ。シトクロムbサブユニットは2個のb-タイプヘム（bLとbH）を、シトクロムc サブユニットは1個のc-タイプヘム（c1）を、リスケ鉄硫黄タンパク質サブユニット（ISP）は2個の鉄と2個の硫黄からなる鉄硫黄クラスター（2Fe•2S）を持つ。
複合体IIIの構造：PDB: 1KYO、PDB: 1L0L

## 反応
酵素反応は補酵素Q（CoQ）の酸化によるシトクロムcの反応と、それに付随するミトコンドリアマトリックスから膜間スペースへの4プロトンの汲み出しからなる。
{\displaystyle {\ce {QH2\ + 2}}} シトクロム{\displaystyle {\ce {c (Fe^{3+})\ + 2H^+{}_{in}-> Q\ + 2}}}シトクロム{\displaystyle {\ce {c\ (Fe^{2+})\ + 4H^+{}_{out}}}}
QH2 + 2 シトクロムc (Fe3+)  + 2 H+in → Q + 2 シトクロムc (Fe2+) + 4 H+out
この過程はQサイクルと呼ばれ、2個のプロトンがマトリックス（M）で消費され、4個のプロトンが膜間スペース（IM）に放出され、2電子はシトクロムcに渡される。

## 反応機構

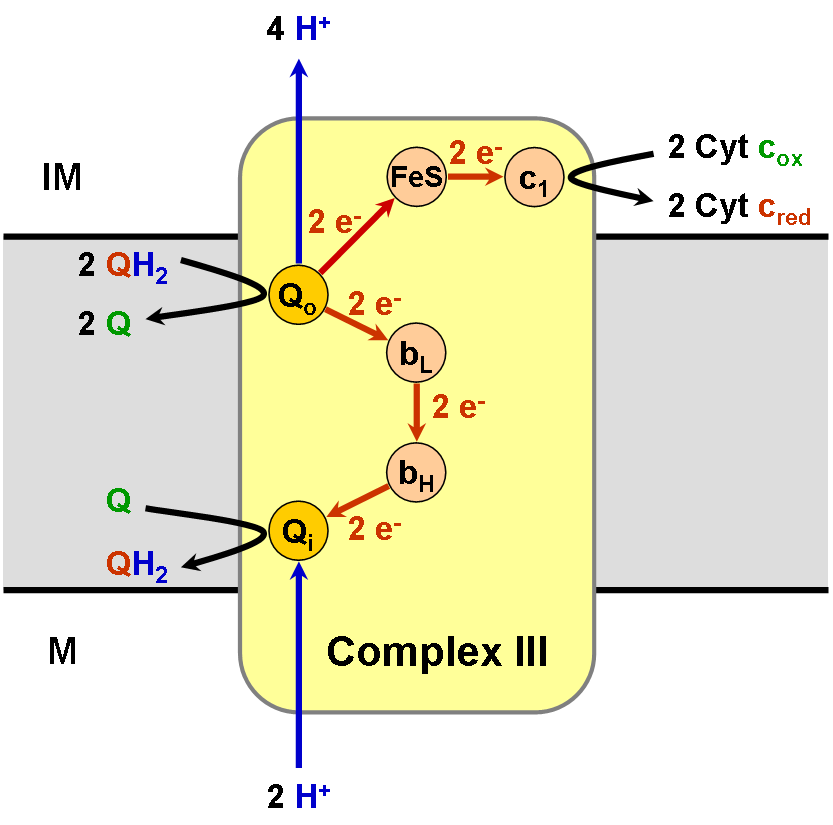
複合体IIIの内外のプロトンと電子の流れ

複合体IIIの反応機構はQサイクルまたはユビキノンサイクルと呼ばれる。このサイクルでは4プロトンが膜間スペースに放出され、マトリックスからは2プロトンが吸収されることによりプロトンの濃度勾配を作り出している。また、2分子のユビキノールの酸化されてユビキノンとなり、1分子のユビキノンが還元されてユビキノールとなる。放出と吸収のプロトンの数が等しくないのは、2電子が2分子のユビキノールから2分子のシトクロムcに、さらに2電子が2分子のユビキノールから1分子のユビキノンに転移することにより1つのサイクルが達成されるためである。反応の詳細は以下の通りである。
1. ユビキノンとユビキノールがシトクロムbに結合する。
2. 2Fe/2S中心とbLヘムがユビキノールからそれぞれ1電子ずつ受け取り、2プロトンが膜間スペースに放出される（ユビキノールはユビキノンとなる）。
3. 2Fe/2S中心から1電子がシトクロムc1に転移し、bLヘムから1電子がbHヘムに転移する。
4. シトクロムc1から1電子が膜に結合していない水溶性シトクロムcに転移し、bHヘムから1電子が近傍のユビキノンに転移する（ユビキノンは1プロトンと結合しユビセミキノンとなる）。
5. シトクロムcとユビキノンが遊離し、ユビセミキノンは結合を保つ。
6. 別のユビキノールがシトクロムbに結合する。
7. 2.と同様に、2Fe/2S中心とbLヘムがそれぞれユビキノンから1電子ずつ受け取り、2プロトンが膜間スペースに放出される。（ユビキノールはユビキノンとなる）。
8. 3.と同様に、2Fe/2S中心から1電子がシトクロムc 1に転移し、bLヘムから1電子がb Hヘムに転移する。
9. シトクロムc1から1電子が膜に結合していない水溶性シトクロムcに転移し、bHヘムから1電子が近傍のユビセミキノンに転移する（ユビセミキノンは1プロトンと結合しユビキノールとなる。）。
10. ユビキノンとユビキノールが遊離する[4]。

## 阻害剤
3種類の異なる阻害剤がある。
- アンチマイシンAはQi部位と結合し、bHヘムからキノンへの電子転移を阻害する。
- ミキソチアゾールとスチグマテリンはQo部位と結合し、キノールからリスケ鉄硫黄タンパク質への電子転移を阻害する。ミキソチアゾールbLヘムの近傍に結合し、スチグマテリンはリスケ鉄硫黄タンパク質側のQo部位ポケットに結合する。

いくつかは殺菌剤（ストロビルリン誘導体）、抗マラリア薬（アトバコン）として商品化されている。

アンチマイシンA
ミキソチアゾール
スチグマテリン

## 資料画像

電子伝達系